# Bronisław Sikorski (pułkownik)

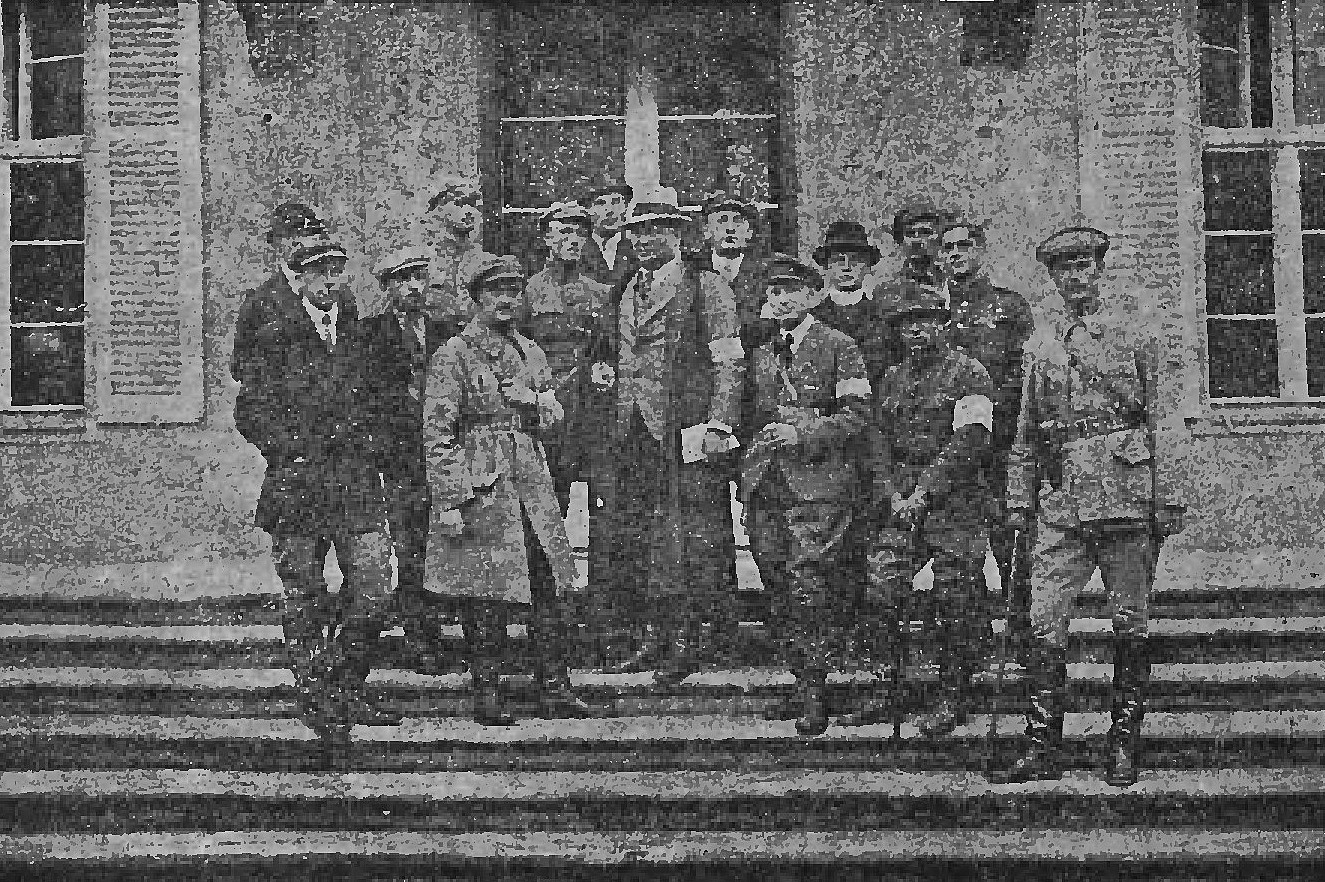
płk Bronisław Sikorski „Cietrzew” w gronie oficerów grupy południowej (1921)

Bronisław Sikorski ps. „Cietrzew” (ur. 28 czerwca 1885 w Koźminie, zm. 27 lutego (lub 25 lutego) 1937 w Poznaniu) – pułkownik piechoty Wojska Polskiego, kawaler Orderu Virtuti Militari.

## Życiorys
Bronisław Sikorski urodził się 28 czerwca 1885 roku w Koźminie, w rodzinie Ignacego, jednego z założycieli i dyrektora Banku Parcelacyjnego w Poznaniu, i Agnieszki z domu Sznajder vel Schneider. Był wnukiem Szymona (urodzonego w Raszkowie), nauczyciela z Kotowiecka, i Antoniny z Białków, córki Franciszka (ur. 1801), nauczyciela z Topoli Małej, i Józefy z Jakubowskich (ur. 1807).
W 1891 roku rozpoczął naukę z poznańskim Gimnazjum Humanistycznym, którego jednak nie ukończył, przenosząc się do Drezna. W 1905 roku odbywał służbę w niemieckiej armii
Następnie wyjechał do Wrocławia, gdzie w 1910 ukończył agronomię we Wrocławiu, a następnie w latach 1910–1912 studiował na Uniwersytecie Jagiellońskim i w latach 1912–1914 na Uniwersytecie Gregoriańskim w Rzymie.
W latach 1914–1918 służył w armii niemieckiej, w 46 pułku piechoty. W 1918 uległ zatruciu gazami bojowymi na froncie zachodnim pod Gorlicami, w wyniku czego spędził 5 miesięcy w szpitalu. Następnie od października 1918 był jednym z organizatorów powstania wielkopolskiego, członek Wydziału Wojskowego Centralnego Komitetu Obywatelskiego w Poznaniu. Współorganizował Służby Straży i Bezpieczeństwa oraz Tajny Polski Sztab Wojskowy. Po wybuchu powstania brał udział w ataku na Prezydium Policji. Podczas dalszych walk przewodził oddziałami, będąc jednocześnie członkiem Naczelnej Rady Ludowej.
Od marca 1919 już w odrodzonym Wojsku Polskim, zaś w listopadzie 1919 został inspektorem piechoty w Dowództwie Okręgu Generalnego Poznań.
16 marca 1921 jako ochotnik w stopniu podpułkownika udał się na Śląsk, gdzie objął stanowisko inspektora piechoty w Dowództwie Obrony Plebiscytu. Ze względu na stopień, był jednym z dwóch najwyższych stopniem oficerów.
22 kwietnia 1921 mianowany dowódcą Grupy Południe w Wodzisławiu Śląskim, którą dowodził przez cały okres III powstania śląskiego. Grupa ta powstrzymała niemiecki kontratak znad Olzy i Odry na Wodzisław Śląski znany jako bitwa pod Olzą. Po zakończeniu III powstania śląskiego pełnił dalszą służbę wojskową.
3 maja 1922 został zweryfikowany w stopniu pułkownika ze starszeństwem z dniem 1 czerwca 1919 i 130. lokatą w korpusie oficerów piechoty. W latach 1922–1928 był dowódcą 58 pułku piechoty, zastępcą dowódcy 14 Dywizji Piechoty i ponownie dowódcą 58 pułku piechoty. 31 maja 1928 ze względu na stan zdrowia został przeniesiony w stan spoczynku. W 1934 pozostawał w ewidencji Powiatowej Komendy Uzupełnień Poznań Miasto. Posiadał przydział do Oficerskiej Kadry Okręgowej Nr VII. Był wówczas „przewidziany do użycia w czasie wojny”.
25 czerwca 2021 pośmiertnie mianowany został generałem brygady.

## Ordery i odznaczenia
- Krzyż Srebrny Orderu Wojskowego Virtuti Militari[3] – 8 kwietnia 1921 „za walki z niemcami w Poznańskiem”[9][10]
- Krzyż Niepodległości z Mieczami (16 marca 1937)[11][12]
- Krzyż Oficerski Orderu Odrodzenia Polski (2 maja 1922)[13][14]
- Krzyż na Śląskiej Wstędze Waleczności i Zasługi I klasy[12]
- Gwiazda Górnośląska[12]
- Krzyż Polskiej Organizacji Wojskowej[12]
- Odznaka Naczelnej Rady Ludowej za waleczność[12]
- Odznaka Straży Ludowej[12]
- Kawaler Orderu Legii Honorowej (Francja,1923)[12][3]

## Życie prywatne
Żonaty z Małgorzatą Czesławą Marią Zitzlaft, z którą mieli syna Bronisława (ur. 1924).